# Sportsmen's Tennis Club USTA Pro Circuit Challenger
Il Sportsmen's Tennis Club USTA Pro Circuit Challenger è un torneo professionistico di tennis giocato su campi in cemento. Fa parte dell'ITF Women's Circuit. Si gioca annualmente a Boston negli Stati Uniti.

## Albo d'oro

### Singolare
| Anno | Campionessa  | Finalista         | Punteggio     |
| ---- | ------------ | ----------------- | ------------- |
| 2011 | Petra Rampre | Tetjana Lužans'ka | 6–4, 5–7, 6–4 |

### Doppio
| Anno | Campionesse                         | Finaliste                          | Punteggio   |
| ---- | ----------------------------------- | ---------------------------------- | ----------- |
| 2011 | Tetjana Lužans'ka Alexandra Mueller | Sharon Fichman Marie-Ève Pelletier | 7–6(3), 6–3 |